# Geheimagent 13
Geheimagent 13 (Originaltitel: Operator 13) ist ein US-amerikanisches Filmdrama aus dem Jahr 1934, das zur Zeit des Amerikanischen Bürgerkrieges spielt mit Marion Davies und Gary Cooper in den Hauptrollen. Das Drehbuch basiert auf Erzählungen von Robert W. Chambers.

## Handlung
Die USA zu Beginn des Amerikanischen Bürgerkrieges. Die zweite Schlacht am Bull Run war für die Nordstaaten eine Katastrophe. Pauline Cushman ist eine Spionin für die Nordstaaten und hat den Codenamen „Operator 27“. Sie nimmt ihre Freundin Gail Loveless mit zu ihrem Vorgesetzten Major Allen Pinkerton. Gail wird ebenso Spionin, sie hat den Codenamen „Operator 13“. Gail und Pauline ziehen in den Süden und suchen den Konföderations-General James Ewell Brown Stuart auf. Gail schminkt sich und gibt sich als Paulines schwarze Dienstmagd aus. Bei einem Waschgang begegnet sie Captain Gailliard. Als Pauline bei einem Ball zu viele Fragen über Gailliard stellt, schöpfen Gailliard und Captain Channing Verdacht. Channing lässt Paulines Zimmer durchsuchen. Unterdessen kommt der Wanderdoktor Dr. Hitchcock, ein Nordstaatenagent, der Operator 13 und 28 unterstützen soll, an. Gerade als Pauline festgenommen wird, kann Gail Hitchcock Informationen über Truppenbewegungen der Südstaatenarmee übermitteln. Auch Gail steht unter Spionageverdacht. Doch bei Paulines Verhandlung enthüllt sie Paulines wahre Identität, um sich selber zu schützen. Pauline wird zum Tode verurteilt, kann aber mit Hilfe von Gail und Hitchcock fliehen.
In Washington ist es Major Pinkerton klar, dass er Pauline nicht mehr hinter den Linien einsetzen kann. Er beauftragt Gail damit, mehr über Gailliard herauszufinden, den Pinkerton im Verdacht hat, mit Südstaatenspionen und Sympathisanten im Norden zusammenzuarbeiten. Um ihre Glaubwürdigkeit zu erhöhen, verspottet Gail, die sich nun Anne Claybourne nennt, Soldaten der Nordstaaten. Sie und ein Mann, der sich als ihr Vater ausgibt, werden festgenommen. Zeitungen aus dem Süden berichten über die Festnahme und machen aus „Anne“ eine Heldin. Sie wird nach Richmond ausgewiesen, wo sie als Gast von Mrs. Shackleford und deren Tochter Eleanor lebt. Wieder begegnet Gail Captain Gailliard, der sich von ihr angezogen fühlt, ihm aber auch bekannt vorkommt. Gail kann weiterhin Informationen in den Norden liefern, die für die Armee der Nordstaaten hilfreich ist und zu einem wichtigen Sieg führen. Allerdings wird bei dem Kampf auch Eleanors Verlobter John Pelham getötet. Gail fühlt sich an Pelhams Tod schuldig und trauert im Garten, wo sie auf Gailliard trifft, der ihr gesteht, sie zu lieben. Auch Gail hat sich in Gailliard verliebt.
In der Uniform der Südstaatenarmee gekleidet, reitet Gail nach Norden. In erster Linie will sie von Gailliard weg, aber sie muss auch flüchten, nachdem ihr der Soldat Sweeney gesagt hat, dass man wisse, wer sie sei. Gailliard und Channing verfolgen sie in die Wälder. Sie teilen sich, Gailliard findet Gail, als diese rastet. Er beschuldigt sie wütend, eine Verräterin zu sein, und droht ihr, sie vor ein Kriegsgericht zu stellen. Er legt ihr Handschellen an. Als sie Gails Versteck verlassen, werden sie Zeuge, wie Unionssoldaten Channing hinrichten. Sweeney, auch in einer Südstaatenuniform, eilt zu den Unionssoldaten, wird aber erschossen. Gail und Gailliard entkommen zusammen und lassen sich von einem Schmied die Handschellen öffnen, mit denen sie aneinander gefesselt sind. Gailliard wendet sich nach Süden, Gail nach Norden.
Ein paar Jahre später ist der Krieg beendet. Gail und Gailliard kommen wieder zusammen und sehen einer gemeinsamen Zukunft entgegen.

## Hintergrund
Die Premiere des Films fand am 8. Juni 1934 statt. In Österreich kam der Film im Jahr 1935 unter dem Titel Geheimagent 13 in den Verleih.
Die Gesangsgruppe, die mit dem Wanderheiler Dr. Hitchcock zog, wurde von der Vokalistengruppe The Mills Brothers dargestellt. Während der Auftritte sangen sie die Songs Roll, Jordan, Roll, Sleepy Hand und Jungle Fever, beide komponiert von Walter Donaldson und Gus Kahn. Auch Marion Davies sang zwei Lieder des Duos: Once in a Lifetime und The Colonel, Major and the Captain.
Für die Ausstattung waren Cedric Gibbons, Edwin B. Willis und A. Arnold Gillespie verantwortlich. Für die Kostüme sorgte Gilbert Adrian, Ton-Ingenieur war Douglas Shearer.
Laut Meldungen von Daily Variety und dem Hollywood Reporter begannen die Dreharbeiten am 1. Februar 1934 unter der Produktionsleitung von Walter Wenger und der Regie von Raoul Walsh. Schon nach 11 Tagen stoppte der Chef des Produktionsstudios Cosmopolitan Productions die Dreharbeiten. Daily Variety berichtete weiter, dass das bisherige Filmmaterial weggeworfen und das Drehbuch umgeschrieben wurde. Wenger wurde durch Lucien Hubbard ersetzt. Walsh legte Protest gegen das neue Drehbuch ein und wurde ebenfalls entlassen. Richard Boleslawski ersetzte ihn auf dem Regiestuhl.

## Kinoauswertung
Die Produktionskosten lagen bei 880.000 US-Dollar. An der Kinokasse erwies sich der Film als unpopulär. Einnahmen von lediglich 619.000 US-Dollar in den USA und 391.000 US-Dollar aus dem Ausland kumulierten am Ende auf 1.010.000, was einen Verlust von 226.000 US-Dollar bedeutete.

## Kritiken
Mordaunt Hall von der New York Times schrieb, dass der Film, wenn auch nicht ganz glaubwürdig, so doch gut inszeniert sei. Er sei in seiner speziellen Eigenart unterhaltsam und weise, neben der Fähigkeit von Marion Davies, glanzvolle Darbietungen von Jean Parker und Gary Cooper auf.

## Auszeichnungen
Auf der Oscarverleihung 1935 wurde George J. Folsey in der Kategorie Beste Kamera für den Oscar nominiert.